# Je vous aime (film)
Pour les articles homonymes, voir Je vous aime.
Pour plus de détails, voir Fiche technique et Distribution.
Je vous aime est un film français de Claude Berri sorti en 1980.
Alice (Catherine Deneuve) est une femme de trente cinq ans, avec métier (elle est parolière), amants et enfants. En amour, elle n'aime que les commencements, les bulles d'absolu. Ensuite, elle se lasse, elle souffre, elle fait souffrir et recommence... Au cours de la soirée de Noël avec Julien, son nouveau compagnon, elle revoit les moments forts de ses rencontres et des mois passés avec ses anciens amants, dont deux sont présents pour l'occasion...

## Synopsis

### Alice et Simon
Dans le cadre de son travail de journaliste, Alice se rend sur le tournage d'un clip musical. Le compositeur et interprète n'est autre que Simon (Serge Gainsbourg), un jeune musicien prometteur qui gagne à être connu pour son style provocant et atypique ; la chanson qu'il interprète se nomme d'ailleurs « Je pense queue ». Alice est immédiatement séduite par sa personnalité décalée et décide d'aller l'interviewer après le tournage. Simon lui explique sa vision de la vie, de lui-même et des femmes. Ils parlent aussi de sujets plus personnels tel que l'amour, jusqu'à sortir du cadre de l'interview. Après quoi, Simon n'hésite pas à prendre l'initiative de la raccompagner.
Très vite après cet événement, une relation très fusionnelle naît entre les deux. Du moins au départ. Simon l'invite à passer du temps chez lui pendant qu'il compose ; Alice est accompagnée de son fils de temps en temps, avec qui Simon s'entend bien et à qui il apprend le piano. Ils passeront le Noël de cette année-là ensemble sur le piano.
Malheureusement, très vite, Alice fera des reproches à Simon sur ses habitudes de vivre essentiellement la nuit plutôt que la journée. Ce qui n’empêchera pas Simon de composer une très belle chanson d'amour sur la remarque d'Alice « Tu n'es qu'un fumeur de gitanes ». En studio, il insistera même pour qu'Alice réalise le chant en duo avec lui. Cet événement scellera définitivement l'amour d'Alice pour Simon.
Quelque temps plus tard, Alice réalise qu'elle est enceinte alors que Simon et elle étaient sortis tardivement dans un bar. D'ailleurs elle se sent frustrée par le fait que cette sortie n'avait pour but que de divertir Simon qui jouait au flipper, pendant qu'elle s'ennuyait à l'attendre à la table. Lorsqu'il s'en vont finalement à la demande pressante d'Alice, elle lui déclare furtivement qu'elle pense qu'elle est enceinte. Il s'ensuit une dispute dans la voiture de Simon pendant qu'il est au volant et commet des infractions graves au code de la route. Elle l'oblige à stopper le véhicule et il admet pendant une seconde de sincérité qu'il veut depuis toujours avoir une fille. Alice, en revanche, lui rétorque qu'elle ne souhaite pas d'enfant pour le moment.
Cet événement aura pour conséquence de précipiter leur relation vers un fossé. Il n'y aura plus entre eux que dispute sur dispute, plus ou moins violentes. Après la plus violente de toutes, Alice, désespérée et profondément traumatisée par les mots qu'ils venaient de s'échanger, décide d'avorter seule dans sa chambre en prenant des pilules. Elle se réveille à l’hôpital où Simon viendra la voir. Ayant appris la nouvelle, il est en colère contre Alice mais ne dit pas un mot, se contentant de transmettre son sentiment de haine en la fixant droit dans les yeux.
La dernière chanson que Simon réalisera pendant sa relation avec Alice s'intitulera « La fautive», un titre dont le texte s'adresse explicitement à Alice et fait reposer sur elle l'entière responsabilité de l'échec de leur couple et de leurs moments difficiles.

### Alice et Patrick
Alors qu'elle sort douloureusement de sa relation avec Simon, Alice fait la connaissance de Patrick (Gérard Depardieu), saxophoniste engagé par le studio pour l'arrangement de « La fautive ». Jeune musicien acceptant divers contrats à droite ou à gauche dans la musique et le show business, Alice le remarque car il joue de son instrument les yeux fermés. Lorsqu'il les ouvre, il voit Alice et un regard s'échange brièvement. Cela suffit à déclencher un véritable « coup de foudre », selon les deux amants eux-mêmes.
Plus tard, Patrick retrouve Alice dans un hôtel, alors qu'elle bronze au bord de la piscine. Il lui parle très directement et lui avoue que malgré leur rencontre toute récente, il sait déjà qu'il désire un enfant avec elle. Alice se contente de lui demander s'il est sûr de ses sentiments, ce à quoi il répond « oui » par un baiser affectueux. La rapidité de leurs rapports se poursuit, dans la foulée ils couchent ensemble, Patrick soulignant qu'il ne souhaite pas attendre pour faire cet enfant ! Alice, elle, déclare qu'elle souhaite avoir une fille.
Le couple étant formé, il ne se sépare plus pendant un moment. Alice vient le voir lors de ses concerts promotionnels pour des albums rock à très petit budget et qu'il ne compose pas personnellement.
Patrick parlera d'ailleurs avec Alice, lorsqu'il se retrouvent un après-midi dans un jardin, du fait qu'il ne compose pas ses textes, ni ses chansons, et qu'il est dépendant des autres pour exister. Il conclut en lui déclarant : « J'ai besoin de toi ». À cette époque-là, Alice est déjà enceinte.
L'un des vices de Patrick étant l'alcool, et l'un des vices d'Alice étant la cigarette, ils s' écharpent mutuellement sur le sujet assez régulièrement. D'autant plus lorsque Patrick veut rappeler à Alice qu'elle est enceinte et devait éviter le tabac ; elle n'hésite pas, de son côté, à le traiter de « poivrot ».
Après l'accouchement d'Alice, le couple décide de partir en vacances dans les Caraïbes. Alors qu'ils sortent d'une droguerie et qu'il pleut, ils doivent pousser leur Jeep pour la faire démarrer. À cette occasion, ils reçoivent l'aide spontanée de Julien. Il suffit de quelques secondes pour qu'Alice et lui échangent un regard et que tout bascule. Une fois rentrée dans leur hôtel de séjour, Alice commence à faire des reproches vaseux et ridicules à Patrick. Elle lui demande également de rester loin d'elle.
Cette distance, Alice va s'y tenir scrupuleusement pendant un moment. Ce qui inclut qu'ils n'auront plus aucun contact physique ou sexuel. Aussi Patrick, un soir, voulant consommer leur relation, s'énerve devant le refus d'Alice. Il lui demande des explications sur cette fin impromptue, mais Alice ne souhaite pas répondre sincèrement. Fou de rage, Patrick continue de hurler et finit par réveiller le bébé qui dormait non loin de là. Comme ce dernier se met à pleurer, Patrick, qui ne se contrôle plus, serait prêt à s'en prendre à lui, mais Alice intervient et le repousse hors de la chambre.
Lorsque Alice retrouve Julien et flirte avec lui dans l'hôtel, Patrick les suit et décide de se saouler tout en les observant, voulant sans doute comprendre pourquoi sa petite amie s'est détournée de lui. Il finit par intervenir en faisant un scandale sur la piste de danse. Cela se terminera par une Alice jetée dans la piscine de l'hôtel en pleine soirée et habillée, et un Julien encaissant de face le coup de poing de Patrick pour atterrir lui aussi au fond de la piscine.
Après cela, les rapports entre Alice et Patrick sont définitivement terminés et ils mettront du temps à se pardonner. Leur fille sera sans doute la raison essentielle du pardon.

### Alice et Julien
Une fois encore cette nouvelle aventure se chevauche avec la précédente. Julien (Jean-Louis Trintignant) a rencontré Alice alors qu'elle et Patrick voyageaient sous les tropiques pour tenter de sauver leur couple. Un voyage qui finit avec un goût amer.
Aussitôt son histoire avec Patrick terminée, Alice part avec Julien vers d'autres horizons. Pour entamer leur relation, Alice lui fait la promesse de rester franche avec lui car elle manquait d'optimisme après ses deux précédentes relations. Après quoi ils ont une relation de cinq ans. Julien donnera le meilleur de lui-même avec Alice et ses deux enfants. Il nouera d'ailleurs une vraie complicité avec son aîné.
La lassitude d'Alice finira par l'emporter lentement mais sûrement et de petites remarques mal formulées de Julien suffiront à lui procurer les arguments dont elle avait besoin. De plus, la sensibilité et l'attention que Julien offrait à Alice finirent par devenir étouffant. Alice se laissa donc séduire, alors qu'elle sortait en ville pour acheter un livre, par un jeune père de famille veuf nommé Claude. Dans un premier temps leurs rapports restèrent de simple échanges verbaux, mais l'amour s'installa vite, ce qui poussera Alice à avouer à Julien que leur histoire se terminait.
Cette annonce arriva d'autant plus mal que c'était le soir de Noël, alors que de nombreux invités étaient conviés, y compris Simon, Patrick et sa nouvelle famille. À ce propos, Patrick hésitait à venir, au vu de la façon dont ses rapports avec Julien s'étaient soldés, mais Alice, l'a convaincu de le faire pour leur fille. Après leur repas et la traditionnelle séance de cadeaux, Alice éclate en sanglots sur le lit de sa chambre. Julien vint lui demander pourquoi cette émotion : c'est à ce moment qu'Alice dut lui avouer que leur séparation s'imposait. Julien encaissa difficilement le coup mais resta calme, il lui demanda simplement des détails supplémentaires. Puis, dans un excès de colère, il lui déclara qu'il regrettait leur rencontre et que selon lui, Alice finirait seule.
Là-dessus, Alice descendit dans le salon et se posa près de la cheminée pour réfléchir seule, bientôt rejointe par Patrick qui venait prendre un verre d'alcool. Tous les deux se remémorent alors leur rencontre, leur histoire et leurs échecs. Après quoi, ils remontèrent dans leurs chambres et Alice eut assez d'élan pour parler encore une fois à Julien, plus affectueusement. Ils eurent leur dernier moment de tendresse.
Le lendemain, les hôtes et les invités prennent leur petit déjeuner, sauf Simon, qui a veillé tard comme à son habitude. C'est pourquoi Alice lui apportera un plateau comme au bon vieux temps, duquel ils parleront d'ailleurs eux aussi. Après le grand départ pour les convives, c'est Julien qui s'en va, sans se faire prier. Il laisse une lettre à Alice, qu'elle lit de suite, avant de s’écrouler en larmes. Son fils Jérôme lut aussi la lettre, qui le frustra profondément. Alice écrit donc une lettre, elle aussi, mais pour Jérôme, lui expliquant que sa nature la domine et qu'elle n'arrive pas à construire sa vie d'un seul coup.
Des années plus tard, Alice retrouve Julien dans un hôtel de province, alors que tous les deux ont refait leur vie. Alice s'était mise avec Claude, Julien s'était concentré sur son travail qui lui permettait de beaucoup voyager, ce qu'il appréciait depuis toujours. Ils échangent sur de nombreux sujets, puis elle lui avoue que sa vie avec Claude va certainement se conclure. Ils finissent la soirée dans la chambre d’hôtel de Julien. Tout laisse à penser qu'Alice et Julien pourraient renouer ensemble mais le film laisse planer le doute.

### Alice et Claude
Bien qu'elle soit encore avec Julien, Alice s'acoquine avec Claude (Alain Souchon), quand tous les deux se croisent aux Puces. Claude, y allant très directement, invite Alice dans un hôtel pour parler seul à seul. Puis il se rend compte que ce n'est pas le meilleur endroit et l’emmène plutôt dans un café. Là, il lui avoue qu'il est veuf et sa situation personnelle. D'autres confidences suivront, comme son désir de prendre Alice dans ses bras. Curieusement, Alice n'en fut pas choquée et même plutôt réceptive tout du long. Aussi d'autres moments entre les deux tourtereaux se créeront.
Claude, ayant bâti une partie de sa vie dans les Hautes Alpes, s’apprête à y retourner avec son jeune fils et Alice lui fait la promesse de venir. Ce qu'elle fera après les fêtes de fin d'année et sa douloureuse séparation. Là-bas, elle fait la connaissance de son fils et consomme sa nouvelle relation avec Claude. Il lui propose de vivre ensemble, ce à quoi Alice ne tient pas, par peur de se lasser une fois de plus. Pourtant cela se fera, dans la demeure d'Alice.
Tout recommence, les choses s'installent, les enfants grandissent ensemble, les vieilles connaissances passent à la maison de temps en temps. La monotonie ne quittera pas Alice et elle le sait pertinemment. Elle travaille, il l'aime, ils déjeunent et dînent en famille, et puis elle bloque, il cherche à la ramener, mais c'est déjà trop tard.
La rupture sera rapide, Claude ayant compris depuis longtemps mais voulant y croire. Il demande à Alice une faveur : le laisser personnellement annoncer à son fils la mauvaise nouvelle, après leur départ. Elle la lui accorde et joue le jeu une dernière fois.
Nous ne saurons pas si Alice a pu dominer ses démons intérieurs, mais à la fin de l'histoire, elle se retrouve seule : le restera-t-elle ?

## Fiche technique
Sauf indication contraire, les informations mentionnées dans cette section peuvent être confirmées par la base de données cinématographiques Unifrance,  présente dans la section « Liens externes ».
- Réalisation : Claude Berri
- Assistant à la réalisation : Thierry Chabert
- Scénario : Claude Berri, Michel Grisolia
- Musique originale : Serge Gainsbourg
- Montage : Arlette Langmann, Valérie Condroyer, Corinne Lazare
- Scripte : Claudine Gaubert
- Photographie : Étienne Becker
- Décorateur : Pierre Guffroy
- Ensemblier : Pierre Lefait
- Images : Étienne Becker
- Casting : Dominique Besnehard
- Son : Jean-Pierre Ruh
- Bruitage : Gilbert Nottin
- Costumes : Mic Cheminal, Zorica Lozic
- Producteur : Pierre Grunstein, Claude Berri
- Sociétés de production : Renn Productions, AMLF, France Régions 3 Cinéma
- Pays de production : 100 %  France
- Langue de tournage : français
- Format : Couleur - son mono - 35 mm
- Genre : comédie dramatique
- Durée : 105 minutes
- Date de sortie :
  - France : 17 décembre 1980

## Distribution
- Catherine Deneuve : Alice
- Jean-Louis Trintignant : Julien
- Gérard Depardieu : Patrick
- Alain Souchon : Claude
- Serge Gainsbourg : Simon
- Christian Marquand : Victor
- Igor Schlumberger : Jérôme
- Thomas Langmann : Thomas, le fils de Claude
- Isabelle Lacamp : Dorothée
- Gaëtan Bloom (Blum au générique) : le prestidigitateur
- Dominique Besnehard : Dominique
- Marcel Romano : Max
- Vanessa Guyomard : Sofia
- le groupe Bijou

## Production

### Tournage
Le tournage s'est déroulé entre le 23 avril et le 29 août 1980. Les scènes d'extérieur entre Catherine Deneuve et Gérard Depardieu ont été tournées au Mas de Chastelas, sur la presqu'île de Saint-Tropez.
La scène du film (vers la 23e minute) représentant Alice se disputant avec Simon a été tournée dans la propre maison de Serge Gainsbourg, rue de Verneuil à Paris.

## Bande originale
Sortie en avril 1980 et publiée chez Philips, la bande originale composée et interprétée (sauf mention contraire) par Serge Gainsbourg comprend les titres suivants :
- La Fautive
- La P'tite Agathe, chanté par Gérard Depardieu accompagné du groupe Bijou
- Dieu fumeur de havanes, en duo avec Catherine Deneuve
- Papa Nono, chanté par Gérard Depardieu accompagné du groupe Bijou
- Je Pense Queue

## Distinctions

### Récompenses
- César du cinéma 1981 : 
  - Nomination au César du meilleur acteur dans un second rôle pour Alain Souchon
  - Nomination au César de la meilleure musique pour Serge Gainsbourg

## Autour du film
- Avant le film, Claude Berri était en train de divorcer et se demandait comment on peut refaire sa vie plusieurs fois[4]. Il a demandé à Catherine Deneuve si elle acceptait qu'il s'inspire de ses propres expériences pour écrire le film. Ainsi la relation entre Alice et Simon est directement inspiré de l'aventure de Catherine Deneuve avec François Truffaut[2].
- Première apparition au cinéma d'Alain Souchon, qui tournera une dizaine de films jusqu'en 2000. Cette première expérience lui inspira sa chanson Manivelle présente sur son album Rame.